# Rio da Areia (Iguaçu)
Der Rio da Areia ist ein etwa 6 km langer rechter Nebenfluss des Rio Iguaçu im Südosten des brasilianischen Bundesstaats Paraná.

## Etymologie
Rio da Areia bedeutet auf Deutsch Sandfluss.

## Geografie

### Lage
Das Einzugsgebiet des Rio da Areia befindet sich auf dem Segundo Planalto Paranaense (Zweite oder Ponta-Grossa-Hochebene von Paraná).

### Verlauf
Sein Quellgebiet liegt im Süden des Munizips Palmeira auf 807 m Meereshöhe.
Der Fluss verläuft in südlicher Richtung. Er bildet die Grenze zwischen den beiden Munizipien Palmeira und Porto Amazonas. Er mündet auf 779 m Höhe von rechts in den Rio Iguaçu. Er ist etwa 6 km lang.

### Munizipien im Einzugsgebiet
Am Rio da Areia liegen die zwei Munizipien Palmeira und Porto Amazonas.